# Cái chặn cửa

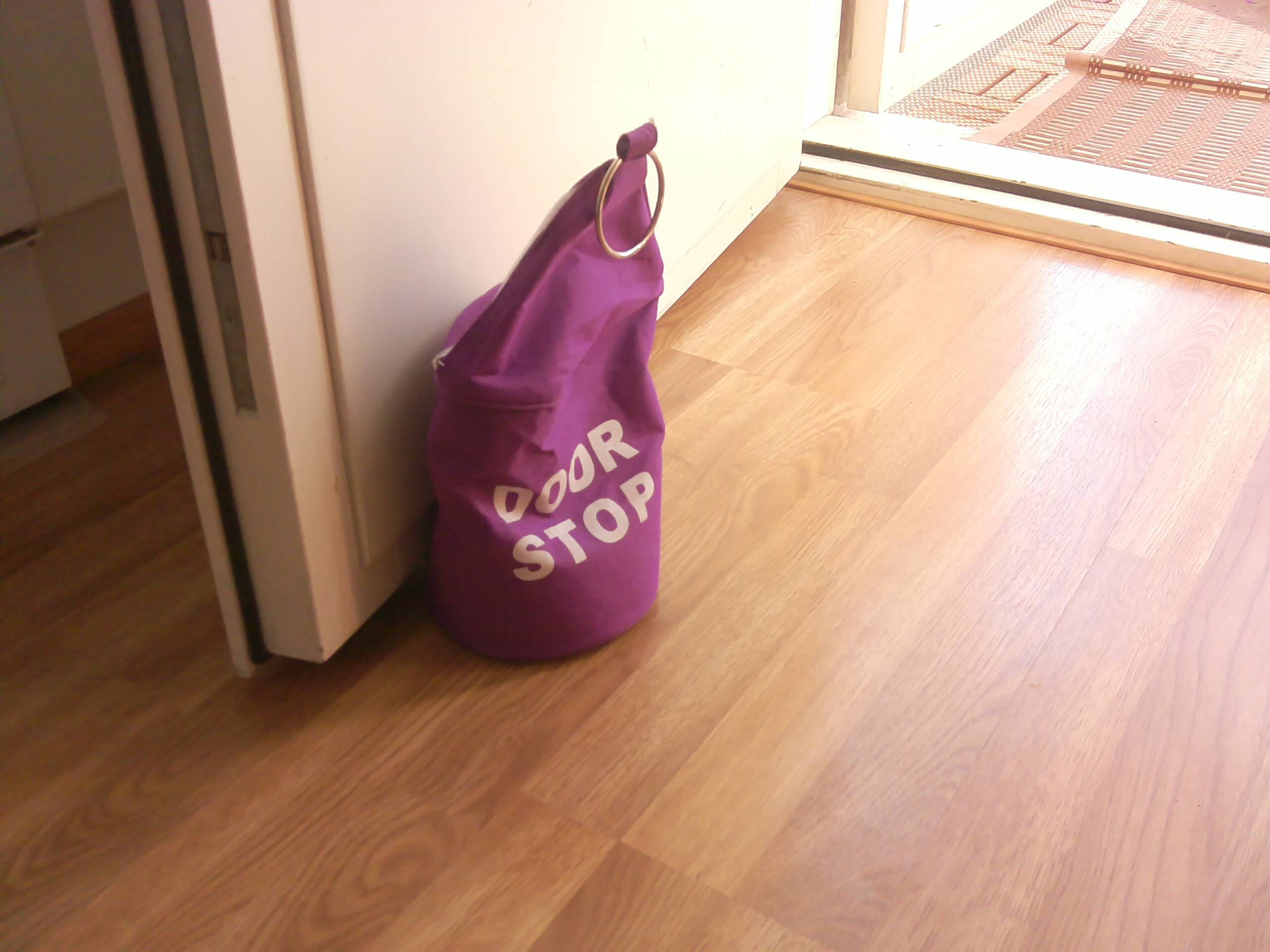
Một cái chặn cửa di động chứa cát bên trong dùng để chặn cánh cửa khi mở ra

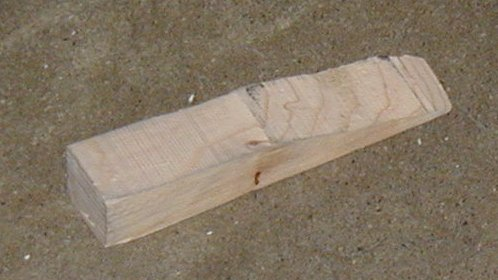
Chặn cửa thô sơ bằng gỗ

Cái chặn cửa hay còn gọi là chặn cửa, đồ chặn cửa (tiếng Anh: Doorstop hoặc Door stop) là vật dụng dùng để giữ cánh cửa mở hoặc đóng, hay để điều chỉnh độ mở của cánh cửa. Có nhiều dạng chặn cửa khác nhau như miếng kim loại có nam châm hút giữ cánh cửa khi mở ra hoặc miếng gỗ, cao su cố định  hoặc di động để chặn độ mở của cánh cửa. Mục đích sử dụng cái chặn cửa là dùng để tránh cánh cửa và khung cửa hoặc tường chỗ đóng mở bị dập làm mất thẩm mỹ hoặc gây tiếng ồn khó chịu khi bị đóng một cách bất ngờ bởi cơn gió.